# Стена (филм)
Стена (енгл. The Rock) је филм из 1996. године који је режирао Мајкл Беј, док главне улоге играју Николас Кејџ, Шон Конери и Ед Харис.
Бригадни генерал Френк Хамел прети влади да ће лансирати ракете на град Сан Франциско. Међутим, благи хемичар и бивши осуђеник удружују се да зауставе генерала.

## Радња
Бригадни генерал америчког маринског корпуса Френсис Хамел (Ед Харис), који је командовао специјалним извиђачким одредом Корпуса маринаца FORECON (Force Recon) током ратa у Вијетнаму и Првог рата у Ираку, изгубио је 83 подређена у неколико тајних операција и изузетно је огорчен што је влада одбила да плати обештећење њиховим породицама - уосталом, званично ове операције нису се ни десиле. Ради правде, Хамел одлучује да предузме екстремне мере: он и његови људи краду ракете са смртоносним гасом ВX и узимају 81 таоца - групу туриста која је стигла на напуштени острвски затвор Алкатраз. Он телефоном поставља ултиматум директору ФБИ-а, претећи да ће покренути ракетни напад на Сан Франциско. Његов захтев је да се на рачун пребаци 100.000.000 долара. Генерал планира да 83.000.000 подели породицама својих погинулих колега, а остатак ће бити подељен учесницима акције.
Команда одлучује да пошаље тим америчке морнарице ДЕВГРУ (бивши тим Шести SEAL, пребачен у Команду специјалних операција САД и специјализован за операције против тероризма) на острво. Она мора да плива под водом до острва, кроз мрежу подземних тунела да би дошла до лансера и неутралисала њихове чуваре. Групи је додељен специјалиста за хемијско и биолошко оружје Стенли Гудспид (Николас Кејџ) да се супротстави претњама на нивоу омега. Међутим, план подземних тунела нико не зна, јер су више пута обнављани. Нико други до бивши агент МИ6 и бивши официр САС, Џон Патрик Мејсон (Шон Конери). Успео је да украде важне владине тајне, након његовог хапшења Велика Британија га се одрекла, и провео је 33 године у затвору без икакве формалне оптужбе. Током разговора са редитељем, Мејсон бежи. Гудспид га јури по Сан Франциску. Мејсон се састаје са ћерком, која не верује да је пуштен. Појављивање Гудспида убеђује је у супротно, па успева да задобије Мејсоново поверење. Паралелно, команда грозничаво припрема масовно бомбардовање острва бомбама са новоизмишљеном термоплазмом способном да неутралише ВX.
Кроз подземне тунеле, јуришни тим улази у туш кабину Алкатраз, где су у заседи. Командант специјалних снага Андерсон одбија да се преда, један од генералових присталица случајно изазива пуцњаву, преживљавају само Гудспид и Мејсон. Овај последњи се спрема да оде, али му Стенли открива истину о опасности која прети Сан Франциску. Мејсон жели да спасе своју ћерку, а Гудспид жели да спасе своју трудну невесту.
Заједно успевају да неутралишу скоро све ракете. Хамел одбија да изврши претњу и умире у окршају са побуњеним маринцима. Стенли неутралише последњу ракету и даје знак зеленим дашком, међутим, до овог тренутка пилот је већ успео да баци бомбу, која на срећу није пала тамо где је војска очекивала, и није изазвала смрт талаца и Гудспида. себе. Упркос томе што је Мејсону обећана слобода ако успе, директор ФБИ уништава налог о помиловању. Знајући то и пре слетања на острво, након завршетка успешне операције, Стенли је радио да је Мејсон умро. Он се крије, говорећи у знак захвалности Гудспиду о томе где се налазе тајни документи које је својевремено прикупио Едгар Хувер. Међу овим документима су информације о атентату на Џона Кенедија, документи о ванземаљцима у Розвелу и слично.
На крају филма, Стенли и његова супруга краду клупу из цркве, која садржи тајне микрофилмове који откривају истину о убиству Џона Ф. Кенедија.

## Улоге
| Глумац              | Улога                       |
| ------------------- | --------------------------- |
| Шон Конери          | Џон Мејсон                  |
| Николас Кејџ        | Стенли Гудспид              |
| Ед Харис            | генерал Френк Хамел         |
| Клер Форлани        | Џејд Анџелоу                |
| Џон Спенсер         | директор ФБИ-ја Џејмс Вомак |
| Дејвид Морс         | мајор Том Бакстер           |
| Вилијам Форсајт     | агент ФБИ-ја Ернест Пакстон |
| Мајкл Бин           | командант Андерсон          |
| Ванеса Марсил       | Карла Песталоци             |
| Џејмс Кавизел       | пилот Ф-18                  |
| Џон Си Мекгинли     | капетан Хендрикс            |
| Тони Тод            | капетан Дароу               |
| Грегори Спорледер   | капетан Фрај                |
| Боким Вудбајн       | наредник Крисп              |
| Филип Бејкер Хол    | главни Судија               |
| Дејвид Маршал Грант | Хејден Синклер              |
| Стјуарт Вилсон      | генерал Ал Крејмер          |
| Зандер Беркли       | др. Лонер                   |
| Рејмонд Круз        | наредник Рохас              |
| Дени Нучи           | поручник Шепард             |
| Брендан Кели        | редов Кокс                  |
| Стив Харис          | редов Мекој                 |
| Тод Луисо           | Марвин Ишервуд              |
| Грег Колинс         | редов Гембл                 |

## Зарада
- Зарада у САД - 134.069.511 $
- Зарада у иностранству - 200.993.110 $
- Зарада у свету - 335.062.621 $